# Костецький Микола Данилович
Мико́ла Дани́лович Косте́цький (28 грудня 1873 — 16 жовтня 1948) — український учений, селекціонер і громадський діяч, батько художника, академіка В. М. Костецького, дідусь художника О. В. Костецького.

## Біографія
Микола Костецький народився у 1873 році в містечку Збриж Кам'янецького повіту, Російська імперія (нині Хмельницька область, Україна). Навчався у школі в Кам'янці-Подільському, потім в Умані (вчитель Пашкевич). Навчальний заклад закінчив у 1896 році разом з Василем Ксаверовичем Тарнавським. Потім вступив до Ризького університету (1896—1898). Займався революційною діяльністю, за що був відрахований через два роки.
У 1898 році отримав роботу викладача в Школі садівництва в Борзні, якою керував його друг ботанік і однодумець-революціонер, Ферапонт Петрович Саєнко. У цій школі садівництва, городництва й бджільництва, заснованій у 1898 році, згодом навчались їхні нащадки (нині Борзнянський державний сільськогосподарський технікум).
У 1904 році Микола одружився з викладачкою школи дворянського походження Олександрою Миколаївною Тичиною, яка поділяла його революційні переконання. Через рік у них народився син Володимир Костецький, який потім став видатним художником, як і син Ферапонта Саєнко Олександр Саєнко. Їхні онуки — Костецький Олександр Володимирович і Саєнко Ніна Олександрівна — також стали художниками.
За революційну діяльність двічі був засуджений і відсидів у в'язниці понад рік, тому був змушений емігрувати. Потягом Київ-Лозанна прибув до Швейцарії. Викладав 5 років в Аргентині переселенцям. Повернувся до Європи, викладав у комунах. Збереглися фото з ним у комуні «Ла-рюш» — Вулик. Під час Першої світової війни був залучений до риття траншей і пропрацював півроку. Потім був призначений головним садівником у величезному маєтку Вальроз у Ніцці.
В 1920-х роках Микола Костецький працював завідувачем відділу садівництва на Носівський селекційно-дослідній станції. У цей період він написав кілька статей, присвячених науковим кружкам для молоді. На станції разом з Костецьким у 1920-х працював відомий вчений-ґрунтознавець Гедройц Костянтин Каетанович.

### Знайомство з Вавіловим
Знайомство відбулось на виставці в Москві в 1921 році, після чого Вавілов запросив Костецького на посаду викладача в Московській сільськогосподарській академії. Після операції з видалення нирки за станом здоров'я був змушений покинути посаду і перейшов на роботу до Сухумського ботанічного саду. Тут Микола Данилович працював, доки його не почали переслідувати під час «чистки академії». Двічі йому довелось сидіти у в'язниці, другий раз повний рік. Від переслідувань Вавілов заховав Костецького в Ташкенті, куди хвиля репресій доходила вже послабленому вигляді.

### Нікітський ботанічний сад
Останні 10 років життя жив і працював у Нікітському ботанічному саду, де займався, як завжди, поповненням та впорядкуванням колекцій рослин, а також селекцією. Вивів понад 30 сортів троянд, придатних для вирощування в умовах Криму, написав дві невеличкі книги, присвячені цим рослинам. Наприкінці життя йому було присвоєно звання кандидата біологічних наук за обсягу проведеного і написаного.

## Наукова, викладацька діяльність
- Викладав у Школі садівництва у Борзні, разом із Ферапонтом Саєнко, з 1898 по 1905 р.
- Створював і викладав у кружках з сільгосподарського навчання молоді.
- Працював на дослідних станціях.
- Викладав у Московскій сільгосп академії у 1923—1935 роках.
- Налагоджував роботу в Сухумському ботанічному саді і започаткував ботсад у Ташкенті,
- Проводив роботу з класифікації і впорядкування рослин, збільшення колекции саду.
- Селекція понад 30 сортів троянд у Нікітському ботанічному саду.